# Final da Liga Conferência da UEFA de 2024–25
A Final da Liga Conferência da UEFA de 2024–25 foi a partida final da Liga Conferência da UEFA de 2024–25, a quarta final da terceira principal competição de clubes de futebol da Europa organizada pela UEFA. Foi disputada em 28 de maio de 2025 no Estádio Municipal de Breslávia em Breslávia na Polônia.
Os vencedores qualificaram-se para entrar na fase de grupos da Liga Europa da UEFA de 2025–26, a menos que já tenham se classificado para a Liga dos Campeões ou Liga Europa por meio de seu desempenho na liga (nesse caso, a lista de acesso seria reequilibrada).

## Escolha da Sede
Em 21 de junho de 2022, a UEFA abriu o processo de licitação para a final, que ocorre paralelamente à final de 2025.[carece de fontes?] Os licitantes interessados podem fazer lances para uma ou ambas as finais. Os locais propostos devem ter relva natural e ser classificados como um estádio de categoria quatro da UEFA, com uma capacidade bruta entre 30.000 e 50.000, preferencialmente. O cronograma de licitação é o seguinte:
- 21 de junho de 2022: Candidaturas formalmente convidadas
- 31 de agosto de 2022: Data limite para registro de intenção de licitação
- 7 de setembro de 2022: requisitos de licitação disponibilizados aos licitantes
- 3 de novembro de 2022: Envio do dossiê preliminar de licitação
- 23 de fevereiro de 2023: Envio do dossiê de licitação final
- 28 de junho de 2023: Nomeação do anfitrião

O Comitê Executivo da UEFA nomeou o Estádio Municipal de Breslávia como sede durante o encontro em Nyon, Suíça, em 28 de junho de 2023. Caso o local atendesse aos requisitos, a nomeação seria confirmada oficialmente em dezembro de 2023.

## Caminho até a final
Nota: Em todos os resultados abaixo, os gols dos finalistas é dado primeiro (C: casa; F: fora).
| Pos. | Equipe             | Pts |
| ---- | ------------------ | --- |
| 13   | Panathinaikos      | 10  |
| 14   | Olimpija Ljubljana | 10  |
| 15   | Betis              | 10  |
| 16   | Heidenheim         | 10  |

| Pos. | Equipe               | Pts |
| ---- | -------------------- | --- |
| 1    | Chelsea              | 18  |
| 2    | Vitória de Guimarães | 14  |
| 3    | Fiorentina           | 13  |
| 4    | Rapid Viena          | 13  |

## Partida
A final foi disputada em 28 de maio de 2025.
| 28 de maio de 2025 | Betis              | 1-4       | Chelsea                                                                          | Estádio Municipal de Breslávia        |
| 21:00 (UTC+2)      | Abde Ezzalzouli 9' | Relatório | Enzo Fernandéz 65' · Nicolas Jackson 70' · Jadon Sancho 83' · Moisés Caicedo 91' | Público: 39 754 Árbitro: Irfan Peljto |

| Real Betis | Chelsea |

| GK                | 13 | Adrián San Miguel |       |     |
| RB                | 23 | Youssouf Sabaly   |       |     |
| CB                | 5  | Marc Bartra       |       |     |
| CB                | 6  | Natan             |       |     |
| LB                | 12 | Ricardo Rodriguez |       | 46' |
| CM                | 18 | Pablo Fornals     |       | 85' |
| CM                | 22 | Isco              |       |     |
| CM                | 4  | Johnny Cardoso    |       | 85' |
| RF                | 7  | Antony            | 88'   |     |
| CF                | 11 | Cédric Bakambu    |       | 72' |
| LF                | 10 | Abde Ezzalzouli   |       | 53' |
| Substitutos:      |    |                   |       |     |
| GK                | 25 | Fran Vieites      |       |     |
| GK                | 41 | Manu González     |       |     |
| DF                | 15 | Romain Perraud    | 90+5' | 46' |
| DF                | 24 | Aitor Ruibal      |       | 72' |
| DF                | 32 | Nobel Mendy       |       |     |
| DF                | 40 | Ángel Ortiz       |       |     |
| MF                | 16 | Sergi Altimira    |       | 85' |
| MF                | 20 | Giovani Lo Celso  |       | 85' |
| MF                | 46 | Mateo Flores      |       |     |
| FW                | 36 | Jesús Rodríguez   |       | 53' |
| FW                | 52 | Pablo García      |       |     |
| Técnico:          |    |                   |       |     |
| Manuel Pellegrini |    |                   |       |     |

| GK           | 12 | Filip Jörgensen       |     |     |
| RB           | 27 | Malo Gusto            |     | 46' |
| CB           | 23 | Trevoh Chalobah       |     |     |
| CB           | 5  | Benoît Badiashile     | 55' | 61' |
| LB           | 3  | Marc Cucurella        |     |     |
| CM           | 8  | Enzo Fernández        |     |     |
| CM           | 25 | Moisés Caicedo        |     |     |
| RW           | 11 | Noni Madueke          |     |     |
| AM           | 20 | Cole Palmer           | 79' | 87' |
| LW           | 7  | Pedro Neto            |     | 61' |
| CF           | 15 | Nicolas Jackson       |     | 80' |
| Substitutos: |    |                       |     |     |
| GK           | 1  | Robert Sánchez        |     |     |
| GK           | 47 | Lucas Bergström       |     |     |
| DF           | 4  | Tosin Adarabioyo      |     |     |
| DF           | 6  | Levi Colwill          |     | 61' |
| DF           | 24 | Reece James           |     | 46' |
| DF           | 34 | Josh Acheampong       |     |     |
| MF           | 22 | Kiernan Dewsbury-Hall |     | 80' |
| MF           | 39 | Mathis Amougou        |     |     |
| FW           | 18 | Christopher Nkunku    |     |     |
| FW           | 19 | Jadon Sancho          | 85' | 61' |
| FW           | 32 | Tyrique George        |     |     |
| FW           | 38 | Marc Guiu             |     | 87' |
| Técnico:     |    |                       |     |     |
| Enzo Maresca |    |                       |     |     |

| Homem da Partida: Cole Palmer (Chelsea) Árbitros assistentes: BIH Senad Ibrišimbegović BIH Davor Beljo Quarto árbitro: TUR Halil Umut Meler Árbitro assistente reserva: TUR Kerem Ersoy Árbitro assistente de vídeo: FRA Jérôme Brisard Árbitro assistente do árbitro de vídeo: FRA Willy Delajod Árbitro assistente de vídeo de apoio: ITA Marco Di Bello | Regras da partida - 90 minutos - 30 minutos de prorrogação se for necessário - Disputa por pênaltis se o placar continuar empatado - 20 substitutos - Máximo de cinco substituições, com uma sexta permitida na prorrogação |